# Абакумова, Надежда Романовна
Наде́жда Рома́новна Абаку́мова (1930—1998) — помощница мастера прядильно-ниточного комбината имени С. М. Кирова (Ленинград), Герой Социалистического Труда (1971).

## Биография
Родилась 17 ноября 1930 года в деревне Березовец Чудовского района (ныне — Новгородской области).
До начала Великой Отечественной войны окончила 3 класса школы. В годы войны её семья была угнана в Пыталовский район (ныне — Псковская область), работала на хуторе.
В 1946 году уехала в Ленинград, окончила школу ФЗУ при прядильно-ниточном комбинате имени С. М. Кирова, вечернюю школу, а затем и техникум лёгкой промышленности. В феврале 1947 года начала работать прядильщицей на старых мюльных (периодического действия) машинах. Внедрила в производство несколько своих рационализаторских предложений, освоила новые приёмы работы. Неоднократно добивалась звания лучшей прядильщицы предприятия и Ленинграда. Работала помощницей мастера прядильного цеха комбината, мастером производственного обучения.
Указом Президиума Верховного Совета СССР от 5 апреля 1971 года за выдающиеся успехи в досрочном выполнении заданий пятилетнего плана и большой творческий вклад в развитие производства тканей, трикотажа, обуви, швейных изделий и другой продукции лёгкой промышленности Абакумовой Надежде Романовне присвоено звание Героя Социалистического Труда со вручением ордена Ленина и золотой медали «Серп и Молот».
В 1981 году вышла на пенсию. Умерла 29 января 1998 года в Санкт-Петербурге.
Делегат XXIV съезда КПСС (1971) и XIV съезда профсоюзов (1968). Избиралась депутатом Ленинградского городского и Смольнинского районного Советов районных депутатов, членом городского отделения научно-технического общества. Работала в Ленинградском областном комитете защиты мира.

## Награды
- Герой Социалистического Труда (1971)
- 2 ордена Ленина (1966, 1971)
- медали